# Бені ходить сам
«Бені ходить сам» — албанський дитячий комедійний фільм, знятий Джанфісе Кеко.

## Сюжет
Восьмирічний хлопчик Бені мешкає в місті Корча. Його мама дуже опікується ним, тому забороняє гратися на вулиці. Над Бенні насміхаються та ображають інші діти. Дядько хлопчика, Томаі, забирає його до себе в село, щоб зробити з нього чоловіка. У селі він отримує корисні знання та перетворюється у зрілого хлопця.

## У ролях
| Актор             | Роль    |
| ----------------- | ------- |
| Херіон Мустафарай | Бені    |
| Юлка Муйо         | Лета    |
| Панді Раідї       | Томай   |
| Дйорке Оргоцка    | Олга    |
| Гергь Солаку      | Гоні    |
| Адріан Лапері     | Астріті |
| Ема Штето         | Дріта   |

## Створення фільму

### Виробництво
Зйомки фільму проходили в Корчі.

### Знімальна група
- Кінорежисер — Джанфісе Кеко
- Сценарист — Кічо Блуші
- Композитор — Лімос Діздарі
- Кінооператор — Саім Кокона
- Кіномонтаж — Джанфісе Кеко
- Артдиректор — Муртеза Фушекаті[2].

## Сприйняття
На сайті Internet Movie Database рейтинг стрічки 8,0/10 (72 голоси).